# Echidna xanthospilos
Echidna xanthospilos es una especie de pez de la familia de los morénidas en el orden de los Anguilliformes. Su nombre común en inglés es "Morena de manchas amarillas".

## Distribución geográfica
Se encuentran en Indonesia y Papúa Nueva Guinea.